# Lythria sordidaria
Lythria sordidaria là một loài bướm đêm trong họ Geometridae.